# Cześć (singel)
Cześć – singel polskich raperów Sokoła i Sariusa, promujący album studyjny, zatytułowany Nic. Singel został wydany 6 sierpnia 2021.
Nagranie otrzymało w Polsce status platynowego singla, przekraczając liczbę 50 tysięcy sprzedanych kopii.

## Geneza utworu i historia wydania
Utwór napisali i skomponowali Mariusz Golling, Michał Będkowski i Wojciech Sosnowski.
Singel ukazał się w formacie digital download 6 sierpnia 2021 w Polsce za pośrednictwem wytwórni płytowej Sony Music Entertainment. Kompozycja została umieszczona na piątym albumie studyjnym Sokoła – Nic.

## Teledysk
Do utworu powstał teledysk, który udostępniono 7 sierpnia 2021 za pośrednictwem serwisu YouTube.

## Lista utworów
- Digital download[7]

1. „Cześć” – 3:48

## Certyfikaty
| Kraj          | Certyfikat      | Sprzedaż |
| ------------- | --------------- | -------- |
| Polska (ZPAV) | platynowa płyta | 50 000+  |